# 文化功労者の一覧
文化功労者の一覧（ぶんかこうろうしゃのいちらん）は、文化の向上発達に関し特に功績顕著な者であるとして文化功労者に選定された者の一覧である。2014年現在、803名。
文化功労者の対象に選ばれる者は、2017年までは毎年15人が原則であったが、2018年からは20人に増員されている。

## 1951年 - 1959年
| 1951年 - 朝倉文夫（彫塑） - 朝比奈泰彦（薬学） - 伊東忠太（建築） - 岡田武松（気象学） - 岡部金治郎（電子工学） - 川合玉堂（日本画） - 木原均（植物遺伝学） - 小林古径（日本画） - 佐々木隆興（生化学） - 佐佐木信綱（和歌・和歌研究） - 志賀潔（細菌学） - 志賀直哉（小説） - 鈴木大拙（仏教哲学） - 高木貞治（数学） - 田中館愛橘（地球物理学） - 田辺元（哲学） - 谷崎潤一郎（小説） - 俵国一（冶金学） - 津田左右吉（日本史学） - 土井晩翠（詩） - 中田薫（法学） - 長谷川如是閑（評論） - 藤井健次郎（植物学・遺伝学） - 本多光太郎（物理学・金属工学） - 牧野英一（刑事法学） - 牧野富太郎（植物学） - 正宗白鳥（小説・劇作） - 真島利行（有機化学） - 三島徳七（冶金学） - 光田健輔（病理学） - 安田靫彦（日本画） - 湯川秀樹（理論物理学） - 横山大観（日本画） - 和田英作（洋画） | 1952年 - 宇井伯寿（インド哲学・仏教学） - 梅原龍三郎（洋画） - 菊池正士（原子物理学） - 熊谷岱蔵（内科学） - 斎藤茂吉（和歌） - 佐々木惣一（憲法学） - 辻善之助（仏教史学） - 朝永振一郎（理論物理学） - 永井荷風（小説） - 中村吉右衛門 (初代)（歌舞伎） - 光田健輔（病理学） - 武者小路実篤（小説） - 安井曾太郎（洋画） - 柳田國男（民俗学） - 矢部長克（地質学） - 山崎朝雲（木彫） | 1953年 - 安藤広太郎（農学） - 板谷波山（陶芸） - 小川未明（児童文学） - 神戸正雄（法学・経済学） - 香取秀真（金工） - 喜多六平太（能楽） - 北島多一（細菌学） - 中村清二（物理学） - 羽田亨（東洋史学） - 山田孝雄（国語学） | 1954年 - 勝沼精蔵（血液学） - 鏑木清方（日本画） - 金田一京助（民俗学・アイヌ研究） - 塩田広重（外科学） - 高浜虚子（俳句） - 萩原雄祐（天文学） - 平櫛田中（木彫） - 松村松年（昆虫学） - 山田耕筰（作曲） - 山田三良（国際私法学） |

| 1955年 - 大谷竹次郎（演劇振興） - 喜多村緑郎（俳優） - 渋沢元治（電気工学） - 稀音家浄観（長唄） - 平沼亮三（スポーツ振興） - 二木謙三（細菌学） - 前田青邨（日本画） - 増本量（金属物理学） - 山下新太郎（洋画） - 和辻哲郎（哲学・倫理学） | 1956年 - 小森七郎（放送） - 坂本繁二郎（洋画） - 新村出（国語学） - 槇有恒（登山） - 古畑種基（法医学） - 村上武次郎（金属工学） - 八木秀次（電気工学） | 1957年 - 緒方知三郎（病理学） - 加藤与五郎（金属化学） - 久保田万太郎（小説・劇作） - 小平邦彦（数学） - 塩入松三郎（土壌学） - 富崎春昇（地唄） - 西山翠嶂（日本画） - 中沢弘光（洋画） - 柳宗悦（民芸運動） - 吉住慈恭（長唄） | 1958年 - 安藤幸（ヴァイオリン） - 亀山直人（応用化学） - 北村西望（彫塑） - 窪田空穂（和歌） - 鈴木虎雄（中国文学） - 近藤平三郎（薬学） - 高橋里美（哲学） - 野副鉄男（有機化学） - 松林桂月（日本画） - 和田三造（洋画） | 1959年 - 市河三喜（英語学） - 伊藤誠哉（植物病理学） - 上野直昭（美学） - 川端龍子（日本画） - 小泉信三（経済学） - 里見弴（小説） - 辻永（洋画） - 丹羽保次郎（電気工学） - 吉田富三（病理学） - 吉田文五郎（人形浄瑠璃） |

## 1960年 - 1969年
| 1960年 - 今村荒男（内科学） - 岡潔（数学） - 小野鑑正（機械工学） - 佐藤春夫（詩・小説） - 武内義雄（中国哲学） - 田中耕太郎（商法学・法哲学） - 田中寛一（教育心理学） - 豊竹山城少掾（義太夫節） - 坂東三津五郎 (7代目)（歌舞伎） - 吉川英治（小説） | 1961年 - 天野貞祐（哲学） - 石原忍（眼科学） - 川端康成（小説） - 田中芳雄（応用化学） - 堂本印象（日本画） - 富本憲吉（陶芸） - 福田平八郎（日本画） - 古武弥四郎（生化学） - 水島三一郎（物理化学） - 三船久蔵（柔道） | 1962年 - 石原謙（キリスト教学） - 梅沢浜夫（細菌学） - 奥村土牛（日本画） - 清元寿兵衛（三味線） - 桑田義備（植物細胞学） - 柴田雄次（化学） - 高橋誠一郎（経済学） - 辰野隆（仏文学） - 内藤多仲（建築） - 中村岳陵（日本画） | 1963年 - 市川寿海（歌舞伎） - 梅原末治（考古学） - 小野寺直助（内科学） - 堅山南風（日本画） - 久野寧（生理学） - 古賀逸策（電気工学） - 小林秀雄（文藝評論） - 信時潔（作曲） - 原龍三郎（応用化学） - 松田権六（漆藝） | 1964年 - 我妻栄（民法学） - 有島生馬（洋画） - 大佛次郎（小説） - 茅誠司（物理学） - 高田保馬（経済学） - 花柳章太郎（俳優） - 藤蔭静樹（日本舞踊） - 藪田貞治郎（農藝化学） - 山口益（仏教学） - 吉田五十八（建築） |

| 1965年 - 赤堀四郎（生化学） - 荒川文六（電気工学） - 市川左團次 (3代目)（歌舞伎） - 小絲源太郎（洋画） - 高見順 (小説） - 野上弥生子（小説） - 本庄栄治郎（日本経済史学） - 真島正市（応用物理学） - 諸橋轍次（漢文学） - 山口蓬春（日本画） - 山本有三（小説） | 1966年 - 井伏鱒二（小説） - 高石真五郎（スポーツ振興） - 恒藤恭（法哲学） - 徳岡神泉（日本画） - 仁田勇（物理化学） - 東山千栄子（俳優） - 久松潜一（国文学） - 堀場信吉（物理化学） - 松本信一（皮膚科学） - 山崎覚太郎（漆藝） | 1967年 - 河竹繁俊（演劇研究） - 坂口謹一郎（農藝化学） - 高木八尺（米政治学） - 豊道春海（書道） - 鳥養利三郎（電気工学） - 中田瑞穂（脳外科学） - 新関良三（ドイツ文学） - 林武（洋画） - 村野藤吾（建築） - 山県昌夫（船舶工学） | 1968年 - 小野竹喬（日本画） - 黒川利雄（内科学） - 相良守峯（独文学） - 鈴木翠軒（書道） - 鈴木雅次（土木工学） - 園正造（数学） - 中山伊知郎（経済学） - 濱田庄司（陶芸） - 福原麟太郎（英文学） - 山田抄太郎（長唄） | 1969年 - 落合英二（薬学） - 兼重寛九郎（機械工学） - 桐竹紋十郎（人形浄瑠璃） - 獅子文六（小説） - 島秀雄（鉄道） - 東山魁夷（日本画） - 正田建次郎（数学） - 宮沢俊義（憲法学） - 山鹿清華（染織） - 吉川幸次郎（中国文学） |

## 1970年 - 1979年
| 1970年 - 麻生磯次（国文学） - 岩田藤七（硝子工芸） - 岡田要（動物学） - 冲中重雄（内科学） - 小山敬三（洋画） - 東畑精一（農業経済学） - 堀口大學（詩・仏文学） - 棟方志功（版画） - 矢代幸雄（美術史学） - 渡辺寧（電子工学） | 1971年 - 赤木正雄（砂防工学） - 荒川豊蔵（陶芸） - 中村勘三郎 (17代目)（歌舞伎） - 西脇順三郎（詩） - 服部四郎（言語学） - 平塚英吉（蚕糸学） - 水谷八重子（俳優） - 森戸辰男（社会学） - 安井琢磨（経済学） - 和達清夫（気象学） | 1972年 - 今西錦司（動物生態学、文化人類学） - 内田祥三（建築学） - 岡鹿之助（洋画） - 小野清一郎（法学） - 河上徹太郎（文藝評論・音楽評論） - 楠部彌弌（陶芸） - 坂本太郎（日本史学） - 田中美知太郎（哲学） - 中村歌右衛門 (6代目)（歌舞伎） - 早石修（生化学） | 1973年 - 海音寺潮五郎（小説） - 鹿島守之助（経営） - 勝木保次（生理学） - 川口松太郎（小説・劇作） - 久保亮五（物理学） - 斎藤秀雄（指揮・チェロ） - 澤田政廣（彫刻） - 瀬藤象二（電気工学） - 谷口吉郎（建築） - 永井龍男（小説） | 1974年 - 石坂公成（免疫学） - 石田茂作（仏教考古学） - 江崎玲於奈（物理学） - 杉村春子（俳優） - 杉山寧（日本画） - 高橋亀吉（経済史学・経済評論） - 瀧井孝作（俳句） - 永田武（岩石磁気学） - 橋本明治（日本画） - 山内得立（哲学） |

| 1975年 - 井上八千代（日本舞踊） - 江橋節郎（薬学・分子生物学） - 大塚久雄（経済史学） - 斎藤勇（英文学） - 田崎広助（洋画） - 中川一政（洋画） - 広中平祐（数学） - 舟橋聖一（小説） - 横田喜三郎（国際法学） - 吉識雅夫（船舶工学） | 1976年 - 井上靖（小説） - 貝塚茂樹（中国史学） - 木村資生（集団遺伝学） - 黒澤明（映画） - 坂村徹（植物遺伝学） - 清水六兵衛（陶芸） - 芹沢銈介（染織工芸） - 沼知福三郎（機械工学） - 松本重治（ジャーナリズム） - 森嶋通夫（経済学） | 1977年 - 大田黒元雄（音楽評論） - 岡義武（仏教哲学） - 小谷正雄（分子物理学） - 桜田一郎（高分子化学） - 田宮博（植物生理学） - 中西悟堂（野鳥研究） - 中村元（インド哲学） - 西川寧（書道） - 丹羽文雄（小説） - 山本丘人（日本画） | 1978年 - 小倉遊亀（日本画） - 今日出海（小説） - 尾崎一雄（小説） - 杉村隆（腫瘍学） - 武井武（電気化学） - 辻直四郎（古代インド学） - 坪井誠太郎（地質学・鉱物学） - 南部陽一郎（理論物理学） - 福沢一郎（洋画） - 松本幸四郎 (8代目)（歌舞伎） | 1979年 - 今井功（流体力学） - 円地文子（小説） - 桑原武夫（仏文学） - 小磯良平（洋画） - 高橋信次（放射線医学） - 髙山辰雄（日本画） - 丹下健三（建築） - 辻清明（政治学） - 藤間勘十郎（日本舞踊） - 武藤清（建築構造学） |

## 1980年 - 1989年
| 1980年 - 安東聖空（書道） - 清水多嘉示（彫塑） - 末永雅雄（考古学） - 田中二郎（行政法学、租税法学） - 高橋秀俊（物理学） - 高柳健次郎（電子工学） - 津田恭介（薬学・有機化学） - 中村汀女（俳句） - 中村鴈治郎 (2代目)（歌舞伎） - 山口華楊（日本画） | 1981年 - 有沢広巳（経済学・統計学） - 荻須高徳（洋画） - 奥田元宋（日本画） - 田辺尚雄（音楽学） - 手塚富雄（独文学） - 名取礼二（生理学） - 福井謙一（化学） - 森野米三（物理化学） - 山本健吉（文藝評論） - 米川文子（地唄・箏曲） | 1982年 - 牛島憲之（洋画） - 円鍔勝三（彫塑） - 岡田善雄（細胞生物学） - 川上正光（電気工学） - 鈴木竹雄（商法学） - 手島右卿（書道） - 清元志寿太夫（浄瑠璃） - 中村光夫（文藝評論） - 西谷啓治（宗教哲学） - 林忠四郎（宇宙物理学） | 1983年 - 上村松篁（日本画） - 宇沢弘文（経済学） - 江上波夫（東洋史学） - 金谷晴夫（発生生物学） - 草野心平（詩） - 利根川進（免疫学・分子生物学） - 中能島欣一（箏曲） - 西澤潤一（半導体工学） - 日比野五鳳（書道） - 山本豊市（彫刻） | 1984年 - 池田遥邨（日本画） - 石井良助（法制史学） - 市古貞次（国文学） - 内田俊一（化学工学） - 尾上松緑 (2代目)（歌舞伎） - 佐藤幹夫（数学） - 多田富雄（免疫学） - 土屋文明（和歌） - 富永直樹（彫刻） - 森繁久彌（俳優） |

| 1985年 - 猪瀬博（電子工学） - 宇野信夫（劇作） - 大隅健一郎（商法学） - 金倉円照（インド哲学） - 近藤乾三（能楽） - 高橋健二（独文学） - 高原滋夫（耳鼻咽喉科学） - 田村孝之介（洋画） - 長倉三郎（物理化学） - 吉井淳二（洋画） | 1986年 - 池内友次郎（作曲） - 小田稔（宇宙物理学） - 片岡球子（日本画） - 河盛好蔵（仏文学） - 小松均（日本画） - 鈴木弘（機械工学） - 高光一也（洋画） - 団藤重光（法学） - 日沼頼夫（ウイルス学） - 山本達郎（東洋史学） | 1987年 - 犬養孝（国文学） - 岩崎俊一（電子工学） - 大川一司（経済学） - 金子鷗亭（書道） - 高田誠（洋画） - 谷川徹三（哲学） - 団勝磨（発生生物学） - 帖佐美行（彫金） - 西塚泰美（生化学） - 蓮田修吾郎（鋳金） - 北条秀司（劇作） | 1988年 - 青山杉雨（書道） - 乾崇夫（船舶工学） - 遠藤周作（小説） - 織田幹雄（陸上競技） - 小柴昌俊（物理学） - 佐藤太清（日本画） - 鈴木信太郎（洋画） - 竹内理三（日本史学） - 武原はん（日本舞踊） - 富樫凱一（土木工学） - 宮本又次（経済史学） - 山村雄一（臨床免疫学） - 湯木貞一（日本料理） | 1989年 - 朝比奈隆（指揮） - 井深大（電子技術） - 岩橋英遠（日本画） - 佐治賢使（漆藝） - 芝木好子（小説） - 千宗室（茶道） - 曽田範宗（機械工学） - 西川哲治（物理学） - 原田鋼（政治学） - 満田久輝（農藝化学） - 宮崎市定（東洋史学） - 森英恵（服飾デザイン） - 森田茂（洋画） |

## 1990年 - 1999年
| 1990年 - 井手宣通（洋画） - 宇野千代（小説） - 大山康晴（将棋） - 岡本舜三（応用力学・土木工学） - 岸本忠三（免疫学） - 関野克（建築史学） - 髙橋節郎（漆藝） - 竹本越路大夫（義太夫） - 平田義正（有機化学） - 平山輝男（国語学） - 兵藤秀子（水泳） - 増田四郎（西洋経済史） - 森重文（数学） - 吉賀大眉（陶芸） - 渡辺義雄（写真） | 1991年 - 秋野不矩（日本画） - 芦原義信（建築） - 吾妻徳穂（日本舞踊） - 石川忠雄（中国現代史） - 伊藤清永（洋画） - 梅棹忠夫（民族学） - 岡村総吾（電子工学） - 香川綾（栄養学） - 亀倉雄策（グラフィックデザイン） - 河北倫明（美術評論） - 川島武宜（民法学・法社会学） - 木下惠介（映画） - 司馬遼太郎（小説） - 沼正作（生化学） - 花房秀三郎（ウイルス学） | 1992年 - 浅蔵五十吉（陶芸） - 今井勇之進（金属工学） - 梅原猛（仏教哲学） - 片岡仁左衛門 (13代目)（歌舞伎） - 川上哲治（野球） - 坂田栄男（囲碁） - 柴田南雄（作曲） - 島田謹二（比較文学） - 田村一男（洋画） - 田村三郎（農藝化学） - 西岡常一（宮大工） - 向坊隆（応用化学） - 向山光昭（有機化学） - 山口誓子（俳句） - 脇村義太郎（経済学） | 1993年 - 阿川弘之（小説） - 芦部信喜（憲法学） - 織田敏次（内科学） - 川野重任（農業経済学） - 吉川英史（音楽学） - 河野六郎（言語学） - 志村ふくみ（染織） - 富山清琴（箏曲） - 中根千枝（社会人類学） - 西島和彦（物理学） - 平山郁夫（日本画） - 古橋広之進（水泳） - 堀尾正雄（高分子化学） - 村上三島（書道） - 山田五十鈴（俳優） | 1994年 - 市川崑（映画） - 伊藤正己（法学） - 伊藤正男（生理学） - 井口洋夫（化学） - 上山春平（哲学） - 尾上梅幸 (7代目)（歌舞伎） - 小島信夫（小説） - 沢田敏男（農業土木工学） - 高木昇（電子工学） - 辻村江太郎（理論経済学・計量経済学） - 三岸節子（洋画） - 安川加寿子（ピアノ） - 横山隆一（漫画） - 吉村順三（建築） - 淀井敏夫（彫塑） |

| 1995年 - 荒田吉明（金属工学） - 大久保婦久子（皮革工藝） - 岡田節人（発生生物学） - 於保不二雄（民法学） - 加藤東一（日本画） - 近藤次郎（航空力学） - 西郷信綱（国文学） - 斎藤清（版画） - 佐藤功（憲法学） - 杉岡華邨（書道） - 杉本苑子（小説） - 高月清（内科学） - 高橋万右衛門（植物育種学） - 永山武臣（経営） - 本田安次（民俗芸能史学） | 1996年 - 石元泰博（写真） - 奥田東（土壌学） - 上条信山（書道） - 小葉田淳（日本史学） - 小宮隆太郎（経済学） - 近藤芳美（和歌） - 坂井利之（情報処理工学） - 田村学造（微生物学） - 難波田龍起（洋画） - 藤田良雄（天文学） - 松平頼則（ピアノ） - 守屋多々志（日本画） - 柳原義達（彫塑） - 山本三郎（土木工学） - 吉田秀和（音楽評論） | 1997年 - 秋本俊一（地球物理学） - 大岡信（詩・評論） - 加山又造（日本画） - 金田一春彦（国語学） - 斎藤眞（政治学） - 柴田承二（薬学） - 清水司（電波工学） - 新藤兼人（映画） - 瀬戸内寂聴（小説） - 田畑茂二郎（国際法学） - 野村達次（実験動物学） - 藤田喬平（硝子工藝） - 本多健一（電気化学） - 森下洋子（バレエ） - 吉村雄輝（日本舞踊） | 1998年 - 小林斗盦（書道・篆刻） - 斎藤成文（電気工学） - 篠原三代平（経済学） - 白川静（漢文学） - 園田高弘（ピアノ） - 遠山一行（音楽評論） - 豊島久真男（病理学） - 野依良治（有機化学） - 福王寺法林（日本画） - 前田惠學（仏教学） - 水上勉（小説） - 三宅一生（服飾デザイン） - 森光子（俳優） - 森亘（病理学） - 脇田和（洋画） | 1999年 - 青木龍山（陶芸） - 市村羽左衛門 (17代目)（歌舞伎） - 大山忠作（日本画） - 熊谷信昭（通信工学） - 小西甚一（国文学） - 團伊玖磨（作曲） - 坪井清足（考古学） - 中西香爾（有機化学） - 日野原重明（医学） - 平野龍一（法学） - 舟越保武（彫刻） - 堀川清司（土木工学） - マリウス・バーサス・ジャンセン（日本研究） - 三浦朱門（小説） - 山田康之（農藝化学） |

## 2000年 - 2009年
| 2000年 - 石井米雄（東南アジア史学） - 河合隼雄（臨床心理学） - 茂山千作（狂言） - 白川英樹（高分子化学） - 田中一光（グラフィックデザイン） - 田辺聖子（小説） - 富澤純一（分子生物学） - 野見山暁治（洋画） - 畑中良輔（声楽） - 速水融（経済学） - 本庶佑（分子生物学） - 増本健（金属工学） - 松尾敏男（日本画） - 山根有三（美術史学） - 横堀武夫（機械工学） - 吉田玉男 (初代)（人形浄瑠璃） | 2001年 - 秋山虔（国文学） - 猪木正道（政治学） - 緒方貞子（国際政治学・国際貢献） - 小澤征爾（指揮） - 河竹登志夫（演劇研究） - 岸義人（有機合成化学） - 京極純一（政治学） - 小林誠（物理学） - 長田重一（分子生物学） - 中村雀右衛門 (4代目)（歌舞伎） - 成瀬映山（書） - 稗田一穂（日本画） - 益川敏英（物理学） - 三善晃（作曲） - 安岡章太郎（小説） | 2002年 - 太田朋子（遺伝学） - 大平山濤（書道） - 小田島雄志（英文学） - 桂米朝 (3代目)（古典落語） - 郷倉和子（日本画） - 河野多恵子（小説） - 塩野谷祐一（経済学） - 島田広（バレエ） - 田中耕一（生化学） - 常脇恒一郎（遺伝学） - 戸塚洋二（物理学） - ドナルド・キーン（日本文学） - 外村彰（物理学） - 中村晋也（彫塑） - 本間長世（政治学） - 柳宗理（工業デザイン） | 2003年 - 安藤忠雄（建築） - 飯島澄男（材料化学） - 板垣雄三（中東史学） - 伊藤清（数学） - 伊福部昭（作曲） - 岩田靖夫（哲学） - 遠藤実（作曲） - 近藤淳（物理学） - 中村鴈治郎 (3代目)（歌舞伎） - 末松安晴（情報工学） - 菅野晴夫（腫瘍学） - 曽野綾子（小説） - 田沼武能（写真） - 唄孝一（民法学） - 米川敏子（箏曲） | 2004年 - 赤﨑勇（電子工学） - 有馬朗人（原子物理学） - 伊藤延男（建築史学） - 井上ひさし（小説・劇作） - 大樋長左衛門（陶芸） - 島田章三（洋画） - 新開陽一（経済学） - 高野悦子（映画振興） - 竹市雅俊（細胞生物学） - 中西進（国文学） - 蜷川幸雄（演出） - 速水佑次郎（経済学） - 平岩弓枝（小説） - 柳田充弘（分子遺伝学） - 山田洋次（映画） |

| 2005年 - 内田光子（ピアノ） - 茅幸二（有機化学・分子化学） - 鈴木昭憲（生物有機化学） - 高階秀爾（美術評論） - 建畠覚造（彫刻） - 竹本住大夫（義太夫節） - 田中郁三（光化学） - 長嶋茂雄（野球） - 花柳寿南海（日本舞踊） - 藤田大五郎（能楽） - 眞崎知生（薬理学） - 三ヶ月章（法学） - 三谷太一郎（政治学） - 森澄雄（俳句） - 脇田晴子（日本史学） | 2006年 - 朝倉摂（日本画・舞台美術） - 伊藤英覚（流体力学） - 金森博雄（地震学） - 栗山昌良（演出） - 黒川紀章（建築） - 斯波義信（中国史学） - 高木聖鶴（書道） - 高倉健（俳優） - 中西重忠（生化学） - 中村芝翫（歌舞伎） - 根岸隆（経済学） - 丸谷才一（小説） - 松原謙一（分子生物学） - 森健一（情報工学） - 山崎正和（劇作） | 2007年 - 岩槻邦男（植物学） - 海老沢敏（音楽評論） - 奥谷博（洋画） - 小田滋（国際海法学） - 辛島昇（南アジア史学） - 川島康生（心臓血管外科学） - 国武豊喜（化学） - 桜井英樹（化学） - 塩野七生（小説） - 鈴木章夫（外科学） - 鈴木竹柏（日本画） - 谷川健一（民俗学） - 堂本尚郎（洋画） - 仲代達矢（俳優） - 星野英一（民法学） | 2008年 - 浅島誠（発生生物学） - 磯貝彰（生物有機化学） - 一柳慧（作曲・ピアノ） - 奥田小由女（人形） - 金子兜太（俳句） - 榊裕之（電子工学） - 霜田光一（物理学） - 下村脩（有機化学） - 澄川喜一（彫刻） - 富永健一（社会学） - 長尾真（情報工学） - 中村富十郎 (5代目)（歌舞伎） - 西田龍雄（言語学） - 野村萬（狂言） - 船村徹（作曲） - 牧阿佐美（バレエ） | 2009年 - 審良静男（免疫学） - 岩澤重夫（日本画） - 岩谷時子（作詞） - 片山九郎右衛門（能楽） - 川田順造（文化人類学） - 草間彌生（現代絵画・彫刻） - 古在由秀（天文学） - 小島章司（フラメンコ舞踊） - 塩野宏（行政法学） - 杉浦昌弘（植物分子生物学） - 大鵬幸喜（相撲） - 谷口維紹（分子生物学） - 宮尾登美子（小説） - 山崎敏光（原子物理学） - 吉田簑助（人形浄瑠璃） |

## 2010年 - 2019年
| 2010年 - 市川猿翁 (2代目)（歌舞伎） - 王貞治（野球） - 大野和士（指揮） - 田中靖郎（天体物理学） - 中西準子（衛生工学） - 中野三敏（国文学） - 中村稔（詩） - 藤嶋昭（化学） - 古谷蒼韻（書道） - 細江英公（写真） - 松尾浩也（法学） - 松尾壽之（生化学） - 水木しげる（漫画） - 山中伸弥（医学） - 吉永小百合（俳優） | 2011年 - 五百籏頭眞（政治歴史学） - 今井政之（陶芸） - 遠藤章（生化学） - 大滝秀治（俳優） - 加賀乙彦（小説） - 片桐洋一（国文学） - 黒岩常祥（生物化学） - 芝祐靖（雅楽） - 菅野卓雄（電子工学） - 玉尾皓平（有機化学） - 橋本堅太郎（木彫） - 日比野光鳳（書道） - 毛里和子（政治学） - 山口昌男（文化人類学） - 横道萬里雄（能楽研究） | 2012年 - 朝尾直弘（日本近世史学） - 甘利俊一（数理工学） - 安野光雅（絵本） - 飯守泰次郎（指揮） - 大村智（有機化学） - 岡野俊一郎（サッカー） - 金子宏（租税法学） - 竹西寛子（小説・古典評論） - 辻井喬（小説・詩） - 中路融人（日本画） - 西田篤弘（物理学） - 別府輝彦（応用微生物学） - 松本幸四郎 (9代目)（歌舞伎・俳優） - 宮﨑駿（アニメーション映画） - 諸熊奎治（理論化学・計算化学） | 2013年 - 上村淳之（日本画） - 岡野弘彦（短歌） - 久保田淳（国文学） - 榊佳之（ゲノム科学） - 堤剛（洋楽） - 中井久夫（評論・翻訳） - 廣川信隆（細胞分子生物学） - 槇文彦（建築） - 舛岡富士雄（半導体工学・電子産業技術） - 松沢哲郎（比較認知科学） - 柳田敏雄（生物物理学） - 山岸俊男（社会心理学） - 山勢松韻（邦楽） - 吉川忠夫（中国思想史・中国史） - 吉増剛造（詩） | 2014年 - 秋山和慶（指揮） - 天野浩（半導体工学） - 川崎信定（印度学・仏教学） - 絹谷幸二（洋画） - 黒井千次（小説） - 小池和男（労働経済学） - 斎藤修（比較経済史・歴史人口学） - 佐藤勝彦（宇宙物理学・宇宙論） - 田中啓二（酵素学） - ちばてつや（漫画） - 常磐津英寿（邦楽） - 中村修二（電子工学） - 樋口久子（ゴルフ） - 宝生閑（能楽） - 山川民夫（生化学） - 山本明夫（有機金属化学） - 湯浅譲二（現代音楽） |

| 2015年 - 安西祐一郎（情報科学・認知科学・学術振興） - 大隅良典（細胞生物学） - 岡崎恒子（分子生物学） - 尾上菊五郎（歌舞伎） - 梶田隆章（素粒子物理学） - 川淵三郎（サッカー） - 黒柳徹子（女優） - 佐々木毅（政治学） - 西村暹（生化学・分子生物学） - 野坂操寿（箏曲） - 野村万作（狂言） - 野本寛一（民俗学・地方文化振興） - 橋田壽賀子（脚本） - 浜川圭弘（応用物理学） - 三谷吾一（漆芸） - 皆川博子（小説） | 2016年 - 岩井克人（経済学） - 岡井隆（短歌） - 尾崎邑鵬（書） - 小野喬（体操） - 小松和彦（文化人類学・民俗学） - 小山やす子（書） - 篠崎一雄（植物分子生物学） - 白石隆（東南アジア地域研究） - 杉良太郎（俳優・歌手） - 田中信昭（合唱指揮） - 辻惟雄（日本美術史） - 津村節子（小説） - 西尾章治郎（情報科学） - 福山秀敏（物性物理学） - 古井貞熙（音声工学） | 2017年 - 雨宮敬子（彫刻） - 喜田宏（ウイルス学・国際貢献） - コシノジュンコ（デザイン・文化振興） - 坂口志文（免疫学） - 杉本博司（写真） - 鈴村興太郎（厚生経済学・社会選択理論・学術振興） - 高橋睦郎（詩・俳句・短歌） - 竹本駒之助（邦楽） - 東野治之（日本古代史） - 中村吉右衛門（歌舞伎） - 成宮周（薬理学・生化学） - 三宅義信（ウェイトリフティング） - 村井眞二（有機合成化学） - 村松岐夫（行政学・地方自治論） - 吉田都（バレエ） | 2018年 - 阿刀田高（小説・随筆） - 池辺晋一郎（作曲） - 井茂圭洞（書） - 伊東豊雄（建築） - 宇井理生（薬学・生化学・薬学教育） - 上田閑照（哲学・宗教哲学・国際貢献） - 江頭憲治郎（商法学） - 大槻文蔵（能楽） - 笠谷幸生（スキー） - 片岡仁左衛門（歌舞伎） - 北川フラム（アートディレクター） - 塩川徹也（フランス文学） - 新海征治（分子認識科学・集積機能科学） - 髙樹のぶ子（小説） - 都倉俊一（大衆音楽・音楽著作権） - 福原義春（文化振興（企業メセナ）） - 村田吉弘（食文化） - 茂木友三郎（文化振興（食文化）） - 森和俊（細胞生物学） - 山本尚（有機合成化学） | 2019年 - 石井幹子（照明デザイン） - 猪木武徳（労働経済学、政治思想史） - 宇多喜代子（俳句） - 大林宣彦（映画） - 金出武雄（ロボット工学） - 興膳宏（中国古典文学） - 小林芳規（日本語学） - 近藤孝男（時間生物学） - 笹川陽平（社会貢献・国際交流・文化振興） - 佐々木卓治（作物ゲノム学） - 佐藤忠男（映画評論） - 田渕俊夫（日本画） - 萩尾望都（漫画） - 馬場あき子（短歌） - 坂東玉三郎（歌舞伎） - 藤原進一郎（障害者スポーツ振興） - 宮城能鳳（組踊） - 宮本茂（ゲーム） - 柳沢正史（分子薬理学） - 吉野彰（電気化学） - 渡辺美佐（文化振興） |  |

## 2020年 -
| 2020年 - 伊東俊太郎（科学哲学） - 大石進一（応用数学） - 加藤沢男（体操） - 木村大作（映画） - 清滝信宏（マクロ経済学） - 今野勉（放送文化） - 三枝成彰（作曲） - 酒井政利（音楽文化振興） - すぎやまこういち（作曲） - 鈴木幸一（文化振興） - 高橋秀（美術） - 滝久雄（パブリックアート） - 十倉好紀（物性物理学） - 鶴澤清治（文楽三味線） - 西川きよし（漫才） - 原島文雄（メカトロニクス） - 福王茂十郎（能楽） - 堀田凱樹（発生遺伝学） - 森口邦彦（染織） - 山口一男（社会学） | 2021年 - 青柳正規（西洋美術史・西洋古典考古学） - 石毛直道（文化人類学） - 内田伸子（心理学） - 大島弓子（漫画） - 加山雄三（俳優・音楽） - 唐十郎（演劇文化） - 川合真紀（表面科学） - 鈴木厚人（素粒子物理学） - 須田立雄（基礎歯学・生化学） - 谷口吉生（建築） - 富野由悠季（アニメーション） - 豊竹咲太夫（人形浄瑠璃） - 中谷雄英（スポーツ振興） - 中村祐輔（遺伝医学・ゲノム医学） - 西川扇蔵（邦舞） - 堀威夫（文化振興） - 松岡享子（児童文学） - 森野泰明（陶芸） - 山上路夫（作詞） - 山口仲美（日本語学） - 眞鍋淑郎（気象学） | 2022年 - 安藤元雄（フランス文学） - 伊賀健一（電子工学） - 池端俊策（脚本） - 加藤一二三（将棋） - 小池一子（クリエイティブ・ディレクター） - 小山貞夫（西洋法制史） - 清水昌（応用微生物学） - 関根清三（旧約聖書学・倫理学） - 高瀬弘一郎（歴史学） - 辻原登（小説） - 勅使川原三郎（舞踊） - 鳥羽屋里長（長唄） - 中井貞次（染織） - 中谷芙二子（美術・彫刻） - 西川恵子（物理化学） - 播磨靖夫（文化振興） - 松任谷由実（音楽） - 山本東次郎（能楽） - 吉田和子（テニス） - 吉田稔（化学生物学） | 2023年 - 阿形清和（発生生物学） - 荒川泰彦（電子工学） - 伊丹敬之（経営学） - 河岡義裕（ウイルス学） - 川久保玲（ファッションデザイナー） - 河口洋一郎（CGアーティスト） - 観世清和（能楽） - 北大路欣也（俳優） - 木村興治（卓球） - 金水敏（日本語学） - 黒田賢一（書） - 里中満智子（漫画） - 中林忠良（版画） - 牧進（日本画） - 宮園浩平（生化学・分子生物学） - 東音宮田哲男（長唄） - 宮田亮平（金工） - 矢野誠一（演劇・演芸評論） - 横尾忠則（現代美術） - 吉川洋（経営学） |

2024年
- 青木功（ゴルフ）
- 稲葉カヨ（免疫学）
- 金子正子（シンクロナイズドスイミング）
- 河田聡（応用物理学）
- 草笛光子（俳優）
- 古在豊樹（生物環境学）
- 五味文彦（日本中世史）
- 近藤譲（作曲・音楽評論）
- 菅野和夫（労働法学）
- 鈴木藏（陶芸）
- 妹島和世（建築）
- 高木聖雨（書）
- 田代和生（日本近世史）
- 辻井潤一（自然言語処理・人工知能）
- 那波多目功一（日本画）
- 羽田正（世界史・グローバルヒストリー）
- 藤村実穂子（メゾソプラノ）
- 矢島渚男（俳句）
- 吉田和生（文楽人形遣い）
- 渡辺保（演劇評論）